# Agromyza phylloposthia
Agromyza phylloposthia är en tvåvingeart som beskrevs av Mitsuhiro Sasakawa 2008. Agromyza phylloposthia ingår i släktet Agromyza och familjen minerarflugor.
Artens utbredningsområde är Turkiet. Inga underarter finns listade i Catalogue of Life.